# Tullahoma

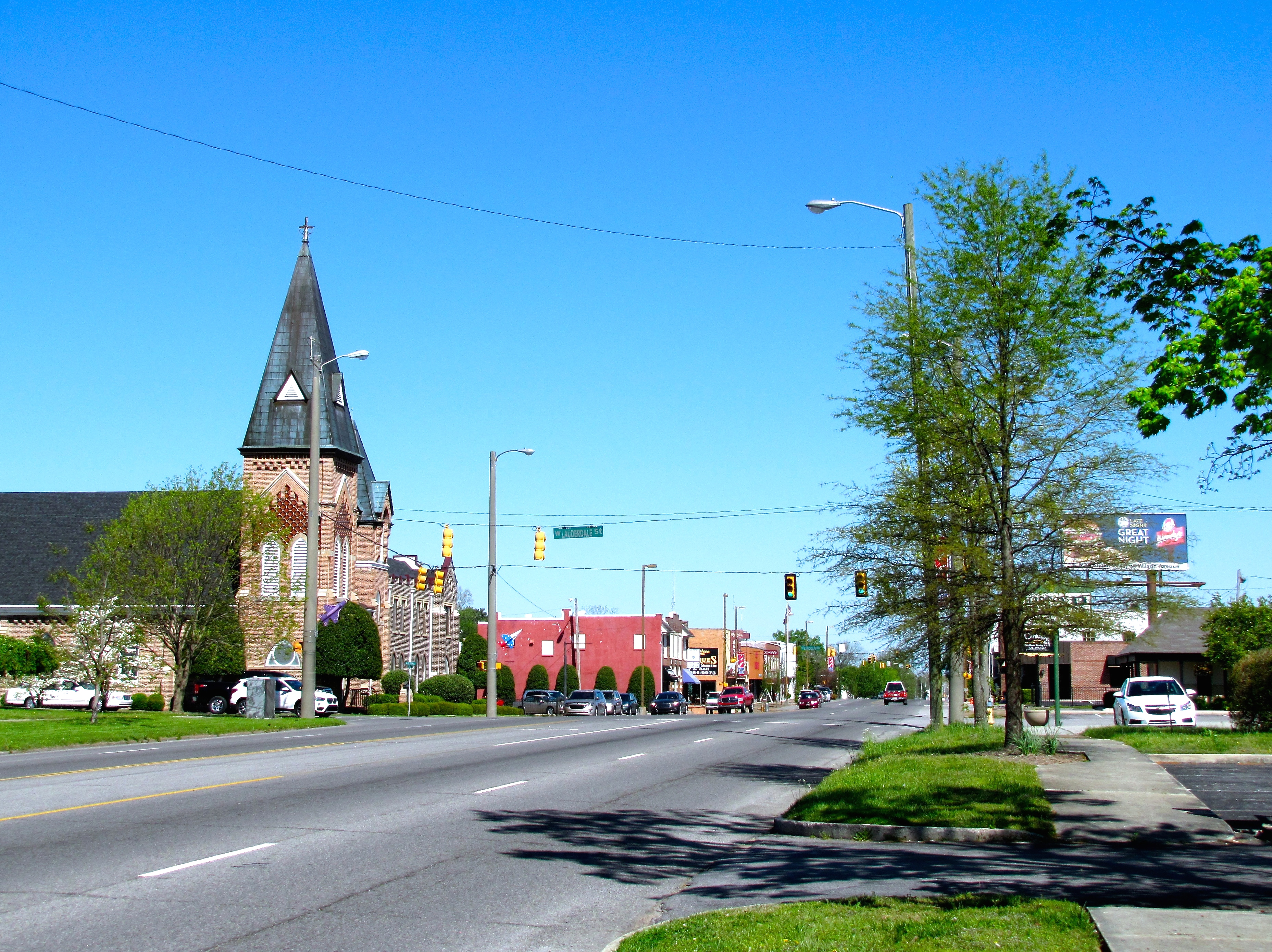
Jackson Street i Tullahoma.

Tullahoma är en stad (city) i Coffee County och Franklin County i Tennessee, USA. Folkmängden uppgick till 18 655 vid folkräkningen 2010.